# Petrolacosaurus kansensis
Il petrolacosauro (Petrolacosaurus kansensis) è un piccolo rettile estinto, vissuto verso la fine del Carbonifero (circa 300 milioni di anni fa), i cui resti fossili sono stati rinvenuti in Kansas.

## Il primo diapside noto
Questo piccolo animale, lungo una quarantina di centimetri, è considerato il più antico diapside noto; i diapsidi sono quel grande gruppo di rettili che comprende lucertole, serpenti, coccodrilli e dinosauri. Il petrolacosauro possedeva già la caratteristica principale dei diapsidi, ovvero le due tipiche "finestre" su ciascun lato del cranio. Queste rappresentano un'evoluzione rispetto ai rettili primitivi come i protorotirididi e i captorinidi, sprovvisti di tali strutture. Nei diapsidi successivi le fenestrature servono come zone d'inserzione per i muscoli delle mascelle, ma nel petrolacosauro dovevano solo avere la funzione di alleggerire il cranio, dal momento che le mascelle sembrano essere state in ogni caso molto deboli. Le fauci, comunque, erano dotate di denti conici simili a quelli del rettile primitivo Hylonomus, ed erano presenti anche due affilati canini superiori.
Probabilmente il petrolacosauro era un attivo cacciatore di insetti e altri invertebrati, che catturava grazie ai movimenti repentini del lungo collo. Le zampe erano lunghe e la coda aveva una lunghezza pari a quella complessiva di capo e tronco. I resti del petrolacosauro non sono stati rinvenuti in ambienti palustri tipici del Carbonifero, ma in ambienti aridi di altipiani.